# روي ستيفنز
روي ستيفنز (6 فبراير 1933 في المملكة المتحدة - 6 أكتوبر 1992 في المملكة المتحدة) (بالإنجليزية: Roy Stevens)‏ هو لاعب كريكت بريطاني. لعب مع Combined Services cricket team ‏ وDevon County Cricket Club ‏.

## وصلات خارجية
- روي ستيفنز على موقع إي آس بي آن كريك إنفو (الإنجليزية)